# Kotomi Aoki
Kotomi Aoki (青木 琴美?, Aoki Kotomi; Matsuyama, 7 gennaio 1980) è una fumettista giapponese.
Ha debuttato come mangaka nel 1998, nel numero di novembre della rivista Shōjo Comic.

## Opere
- Love&Tears (1998, inedito in Italia)[2]
- Taiyou ga Ippai (1999, inedito in Italia)[3]
- Jesus! (2000, inedito in Italia)[4]
- Koisuru Heart ga No toiu (2001, inedito in Italia)[5]
- Ashita, Anata ga Mezame tara(2001, inedito in Italia)[6]
- Ijiwaru Shinaide (2002, inedito in Italia)[7]
- Asa mo, Hiru mo, Yoru mo (2002, inedito in Italia)[8]
- Boku wa imōto ni koi o suru (2002, inedito in Italia)[9]
- Secret Unrequited Love (2005 in Giappone, 2007 in Italia)[10][11]
- Aishikata mo Wakarazuni (2005, inedito in Italia)[12]
- Bugie d'amore (2009 in Giappone, 2010 in Italia)[13][14][15]
- Zannen negara Chigaimasu (2014, inedito in Italia)[16]
- Niji, Amaete yo (2017, inedito in Italia)[17][18]

## Riconoscimenti
- Nel 2008 l'autrice ha vinto il premio nella categoria Shōjo con Secret Unrequited Love (Boku no Hatsukoi wo Kimi ni Sasagu) nella 53ª edizione del Premio Shogakukan per i manga.[19]
- Nel 2014 ha vinto il premio nella categoria Shōjo con Bugie d'amore (Kanojo wa Uso wo Aishisugiteru) nella 59ª edizione del Premio Shogakukan per i manga.[20]

## Curiosità
Kotomi è del segno del Capricorno, il suo gruppo sanguigno è B ed è alta 154,5 cm. Indossa gli occhiali da vista. I suoi colori preferiti sono il rosa, l'oro, il bianco e il verde lime. Decise di diventare una fumettista quando era una bambina: ispirata da Ranma ½, pensò di disegnare un manga che fosse divertente allo stesso modo.